# Сладчанка (Тюменская область)
Сладчанка — деревня в Казанском районе Тюменской области России. Входит в состав Яровского сельского поселения.

## Климат
Климат континентальный с холодной продолжительной зимой и тёплым относительно коротким летом. Средняя температура воздуха самого холодного месяца (января) — −18 °C (абсолютный минимум — −45 °C). В летние месяцы температура может повышаться до 40 °C. Безморозный период длится в среднем 115—125 дней. Среднегодовое количество атмосферных осадков составляет 350 мм, из которых большая часть выпадает в тёплый период.

## История
До 1917 года входила в состав Казанской волости Ишимского уезда Тюменской губернии. По данным на 1926 год деревня Сладчанская состояла из 151 хозяйства. В административном отношении являлась центром Сладчанского сельсовета Ильинского района Ишимского округа Уральской области.

## Население
| 2010 |
| ---- |
| 175  |

По данным переписи 1926 года в деревне проживало 764 человека (368 мужчин и 396 женщин), в том числе: русские составляли 99 % населения.
Согласно результатам переписи 2002 года, в национальной структуре населения русские составляли 60 %, казахи — 29 % из 190 чел.